# Kelč
Kelč település Csehországban, Vsetíni járásban. Kelč Kladeruby, Komárno, Dolní Těšice, Horní Těšice, Zámrsky, Hustopeče nad Bečvou, Milotice nad Bečvou, Provodovice, Rouské, Loučka, Police és Kunovice településekkel határos. Lakosainak száma 2686 fő (2024. január 1.).

## Népesség
A település lakosságának változását az alábbi diagram mutatja:
| Lakosok száma | 3320 | 3504 | 3063 | 2775 | 2479 | 2581 | 2664 | 2689 | 2655 | 2686 |
|               | 1869 | 1890 | 1921 | 1950 | 1980 | 2001 | 2017 | 2019 | 2022 | 2024 |